# Zaccharie Mortant
Zaccharie Mortant (Boussu, 22 maart 1998) is een Belgisch basketballer.

## Carrière
Mortant ging voor Bergen spelen in 2005 toen hij zich aansloot bij de jeugd. Hij werkt zich de volgende jaren op doorheen de derde, tweede en uiteindelijk in het seizoen 2015/16 in de eerste ploeg. Hij won op het WK 3x3 basketbal U18 in 2016 de dunkcontest. Hij speelde dat seizoen in een wedstrijd, in 2016/17 speelde hij tien wedstrijden mee in de eerste ploeg. In het seizoen 2017/18 speelde hij voor het eerst bijna alle wedstrijden mee met een gemiddelde van zes minuten per wedstrijd. Ook het volgende seizoen speelde hij 36 wedstrijden voor Bergen, hij scoorde gemiddeld 3,3 minuten per wedstrijd. In het coronaseizoen 2019/20 speelde hij maar tien wedstrijden. 
In het seizoen 2020/21 speelde hij 26 wedstrijden en speelde gemiddeld twaalf minuten per wedstrijd. In 2021/22 wist hij voor het eerste een basisplaats af te dwingen gedurende het hele seizoen, hij speelde 27 wedstrijden en speelde gemiddeld 28,1 minuten per wedstrijd. Hij voerde in afwezigheid van Justin Cage de ploeg aan als aanvoerder. Hij verlengde aan het eind van het seizoen zijn contract met drie jaar. In 2025 verliet hij Bergen na meer dan 20 jaar bij de club en ging spelen voor de Zweedse eersteklasser Södertälje BBK.

### Nationale ploeg
Mortant was tevens een jeugdinternational voor de Belgische nationale ploeg.

## Erelijst
- WK U18 3x3 Dunkcontest: 2016